# Karabach
Karabach (orm. Ղարաբաղ, Gharabagh; azer. Qarabağ) – kraina historyczna we wschodnim Zakaukaziu, na obszarze dzisiejszego Azerbejdżanu. Obejmuje Góry Karabaskie oraz ich wschodnie podnóże i leżące dalej na wschód równiny Niziny Kurańskiej (Step Karabaski). 
Karabach dzieli się na dwie części o odmiennym charakterze geograficznym i narodowościowym: zachodnią – zamieszkany niemal wyłącznie przez Ormian Górski Karabach obejmujący Góry Karabaskie oraz wschodnią – zamieszkany wyłącznie przez Azerów Nizinny Karabach obejmujący podnóże tych gór i równiny. Po rozpadzie ZSRR w latach 1991–2023 funkcjonowało nieuznawane państwo miejscowych Ormian – Republika Górskiego Karabachu, a przyległa część Nizinnego Karabachu stanowiła okupowany przez RGK „pas bezpieczeństwa”. Po ofensywie przeprowadzonej w 2023 roku Azerbejdżan odzyskał kontrolę nad całym terytorium Karabachu.
Karabach dzielił losy wschodniego Zakaukazia. W czasach nowożytnych stanowił peryferyjną prowincję Persji. W połowie XVIII wieku jego obszar objął półniezależny chanat karabaski. W początku XIX wieku został zdobyty na Persji przez Rosję i znalazł się w guberni jelizawietpolskiej. Po upadku cesarstwa rosyjskiego stanowił obszar sporny między Armenią a Azerbejdżanem. Na początku lat 20. XX wieku, po opanowaniu Zakaukazia przez bolszewików, spór został rozstrzygnięty przez władze Rosji Sowieckiej na korzyść Azerbejdżanu. Na obszarze Górskiego Karabachu utworzono Nagorno-Karabachski Obwód Autonomiczny, zaś Nizinny Karabach włączono bezpośrednio do Azerbejdżanu.